# Thalys
Thalys (укр. Талі́с) — європейський оператор швидкісних поїздів, що займається перевезеннями на лінії Париж — Брюссель — Кельн — Амстердам, спираючись на техніку французьких TGV. Організацією руху займається компанія Thalys International, а також THI Factory. На головному напрямку Париж-Брюссель потяги Thalys вирушають щопівгодини й без зупинок сполучать дві європейські столиці за 82 хвилини (відстань: 313,3 км, середня швидкість: 229,2 км/год (стан: 2019).
Назва "Thalys" ("Таліс") не є скороченням, а штучним словом, вигаданим нідерландським агентством, яке займається розробкою "торгових марок". Ця назва вибрана таким чином, щоб її однаково добре можна було вимовляти французькою, німецькою та нідерландською мовами.

## Історія
Рішення про будівництво швидкісної магістралі Париж — Брюссель — Кельн — Амстердам було прийнято 1987 року. 28 січня 1993 року, SNCF, NMBS/SNCB, NS і DB підписали угоду про спільне управління рухом потягів під брендом "Thalys", і 1995 року національними залізницями Німеччини та Бельгії була створена керівна компанія "'Westrail International"'. 4 червня 1996 року перший поїзд вирушив з Парижа й за 2 години 7 хвилин досяг Брюсселя, а за 4 години 47 хвилин Амстердама.
14 грудня 1997 року було відкрито лінії LGV Nord і HS 1, що дозволило скоротити час у дорозі з Парижа до Брюсселя до 85 хвилин. Спершу поїзда ходили до Кельна із зупинкою в Аахені (Німеччина), в Брюгге, Шарлеруа, Гент, Намюр, Остенде (Бельгія).
19 жовтня "Thalys Neige" обслуговував лижні курорти Тарантез і Бур-Сен-Морис. У травні 1999 року, за угодою з авіакомпаніями Air France, American Airlines і Northwest Airlines, нова швидкісна лінія з'єднала Міжнародний аеропорт імені Шарля де Голля і Брюссельський аеропорт.
28 листопада 1999 року компанія змінила свою назву на Thalys International. 2000 року "Thalys Soleil" почав обслуговування літніх курортів в Валенсії, а 2002 року Марсель і Авіньйон. 2007 року Deutsche Bahn придбав 10 % компанії, проте вже 2011 року позбувся своєї частки.

## Рухомий склад
Thalys експлуатує дві моделі поїздів серії TGV виробництва французької компанії Alstom. Існує два варіанти поїздів Thalys:
- PBA (скорочення від назв міст Paris-Brussel-Amsterdam), таких поїздів є 10, вони ідентичні з моделлю TGV Réseau;
- PBKA (скорочення від назв міст Paris-Brussel-Köln-Amsterdam), таких поїздів є 17.

Силова установка поїздів типу PBA (Paris-Brussel-Amsterdam) може працювати при трьох різних напругах контактної мережі. Цей поїзд може курсувати тільки між містами складовими його абревіатуру. Силова установка двосекційного поїзда типу PBKA (Paris-Brussel-Köln-Amsterdam) розрахована на чотири різних напруги в контактній мережі, що дозволяє рух за чотирма напрямками (Амстердам, Брюссель, Кельн, Париж).

## Надзвичайні ситуації
- 11 жовтня 2008 року в Нідерландах[7] поїзд Thalys PBA йшов у Амстердам і зіткнувся з приміським поїздом, що в'їжджав на станцію Гауда. Після відновлювальних робіт поїзд Thalys PBA пройшов  в заданому напрямку. Ніхто з пасажирів серйозно не постраждав. Обидва потяги були серйозно пошкоджені.
- 21 серпня 2015 року в останньому вагоні поїзда, що прямував за маршрутом Амстердам — Париж, двома американськими військовими в цивільному був знешкоджений злочинець, який влаштував стрілянину з автомата Калашникова. Один з військових серйозно постраждав. Стрільцем виявився 26-річний марокканець, в чиєму багажі було знайдено декілька одиниць вогнепальної та холодної зброї. Всього в даному поїзді перебувало 554 пасажири[8]